# 海豹
海豹科（学名：Phocidae）俗称海豹或真海豹，是食肉目鳍足类的一科。海豹是成纺锤体型、四肢特化成鳍状的哺乳類动物。它们头圆颈短，没有外耳廓，因其脸部长的像豹而得名。常见的海豹有斑海豹、港海豹、冠海豹等。
海豹在两个半球的海洋中都有分布，除了较热带的僧海豹外，大多局限于极地、亚极地和温带气候。贝加尔海豹是唯一一种纯淡水海豹。

## 特征
成年海豹的体长从环斑海豹的1.17米（3.8英尺）和45（99磅）到南象海豹的5.8米（19英尺）和4,000（8,800磅）不等，南象海豹是食肉目中体型最大的成员。尽管它们保留了强大的犬齿，海豹的牙齿还是少于陆生食肉目成员。部分品种甚至完全没有臼齿。
海狮因速度和机动性而闻名，而海豹则以高效、经济的运动方式著称。这使得大多数海豹可以远离陆地觅食以利用猎物资源，而海狮则依赖于靠近繁殖地的富饶的上升流区域。海豹通过身体的侧向运动游泳，充分利用后鳍。它们的前鳍主要用于转向，而后鳍与骨盆连接，无法转到身体下方用来行走。海豹比海狗和海狮更近于流线型，因此能够更有效地长距离游泳。然而，由于无法将后鳍向下转动，它们在陆地上显得非常笨拙，只能依靠前鳍和腹部肌肉蠕动前进。
海豹的呼吸系统和循环系统适应了深潜，因而可以在两次呼吸之间长时间停留在水下。潜水时，空气被从肺部挤出，进入不易被吸收到血液中的上呼吸道，从而帮助海豹避免减压病。海豹的中耳还有充满血液的窦道，会在潜水时膨胀以维持恒定的压力。
海豹比海狮更适应水生生活。它们没有外耳、身体光滑，可缩回的乳头、内置的睾丸和内置的阴茎鞘进一步增强了流线型。它们的皮肤下有一层平滑的脂肪层。海豹能够将血液流动引导至这层脂肪，以帮助控制体温。

## 进化
已知最早的海豹化石是来自渐新世晚期或中新世早期（阿基坦期）意大利地区的戈丹氏黎明海豹。其他早期海豹化石可追溯到1500万年前中新世中期的北大西洋 。过去，许多研究人员一直认为海豹与海狮和海象是独立进化的；它们由獭类动物(例如栖息在欧洲淡水湖中的河川兽)进化而来。然而，最近的证据有力地表明，所有鳍足类动物都有一个共同的单系祖先，可能是与鼬科动物和熊科动物关系最密切的海熊兽。
以前，人们认为僧海豹和象海豹是通过南北美洲之间的开放海峡首次进入太平洋的，而南极海豹要么使用了同样的路线，要么沿非洲西海岸南下。现在，一般认为僧海豹、象海豹和南极海豹都在南半球进化，并可能是从更南的纬度扩散到它们现在的分布区域。

## 保護色
為了保護自己不被獵食者（特別是殺人鯨）吃到，有些海豹例如豎琴海豹的膚色會融入環境。獵食者便找不到他們。

## 分類
海豹科 Phocidae
- †德文海豹属 Devinophoca
- †人鱼海豹属 Kawas
- †黎明海豹属 Noriphoca
- 僧海豹亞科 Monachinae
  - †尖吻海豹属 Acrophoca
  - †非洲海豹屬 Afrophoca
  - †極光海豹屬 Auroraphoca
  - †南方海豹属 Australophoca
  - †嗜肉海豹属 Sarcodectes
  - †棕榈齿海豹属 Palmidophoca
  - †锯海豹属 Pristiphoca
  - †原褶邊海豹屬 Properiptychus
  - †伟海豹属 Magnotherium
  - †馬什海豹屬 Messiphoca
  - †溟海豹属 Pontophoca
  - †皮斯科海豹属 Piscophoca
  - †陆泅海豹属 Terranectes
  - †弗吉尼亚海豹属 Virginiaphoca
  - 僧海豹族 Monachini
    - †始僧海豹属 Eomonachus
    - †上新海豹属 Pliophoca
    - 僧海豹属 Monachus
      - 地中海僧海豹 Monachus monachus

    - 新僧海豹屬 Neomonachus
      - 夏威夷僧海豹 Neomonachus schauinslandi
      - †西印度僧海豹 Neomonachus tropicalis（可能已在1950年代絕種）

  - 象海豹族 Miroungini
    - †绮海豹属 Callophoca
    - 象海豹属 Mirounga
      - 北象海豹 Mirounga angustirostris
      - 南象海豹 Mirounga leonina

  - 鋸齒海豹族 Lobodontini
    - †碩齒海豹屬 Hadrokirus
      - †馬丁碩齒海豹 Hadrokirus martini

    - †阔齿海豹屬 Homiphoca
    - 罗斯海豹属 Ommatophoca
      - 羅氏海豹 Ommatophoca rossi

    - 食蟹海豹属 Lobodon
      - 食蟹海豹 Lobodon carcinophagus

    - 豹海豹属 Hydrurga
      - 豹海豹 Hydrurga leptonyx

    - 威德尔海豹属 Leptonychotes
      - 威氏海豹 Leptonychotes weddellii
- 海豹亞科 Phocinae
  - †細海豹屬 Leptophoca
  - †弗里西亚海豹属 Frisiphoca
  - †平腭海豹属 Planopusa
  - †拟僧海豹属 Monachopsis
  - †修士海豹属 Monotherium
  - †矮海豹属 Nanophoca
  - †娇海豹属 Phocanella
  - †原海豹属 Prophoca
  - †隐海豹属 Cryptophoca
  - †萨尔马提亚海豹属 Sarmatonectes
  - 髯海豹族 Erignathini
    - 髯海豹属 Erignathus
      - 髭海豹 Erignathus barbatus

    - †扁肱海豹属 Platyphoca

  - 冠海豹族 Cystophorini
    - 冠海豹属 Cystophora
      - 冠海豹 Cystophora cristata

    - †中新海豹属 Miophoca
    - †厚骨海豹属 Pachyphoca

  - 海豹族 Phocini
    - †巴达维亚海豹属 Batavipusa
    - †钩海豹属 Gryphoca
    - 海豹属 Phoca
      - 斑海豹 Phoca largha
      - 港海豹 Phoca vitulina

    - 灰海豹属 Halichoerus
      - 灰海豹 Halichoerus grypus

    - 豎琴海豹屬 Pagophilus
      - 豎琴海豹 Pagophilus groenlandicus

    - †前海豹属 Praepusa
    - 环斑海豹属 Pusa
      - 裡海海豹 Pusa caspica
      - 环斑海豹 Pusa hispida
      - 贝加尔海豹 Pusa sibirica

    - 環海豹屬 Histriophoca
      - 環海豹 Histriophoca fasciata